# Allen Evangelista
Allen Evangelista (* 5. Januar 1982) ist ein US-amerikanischer Schauspieler.

## Leben
Allen Evangelista wurde 1982 geboren.
Seinen ersten Auftritt absolvierte Evangelista 2002 in einer Folge der Fernsehserie Noch mal mit Gefühl. 2005 folgte sein Spielfilmdebüt in dem Film Mozart und der Wal. 2006 bis 2008 erhielt er in der Fernsehserie Zoey 101 erstmals eine wiederkehrende Rolle. In der Fernsehserie The Secret Life of the American Teenager spielte Evangelista 2008 bis 2013 eine durchgehende Rolle.

## Filmografie
- 2002: Noch mal mit Gefühl (Once and Again, Fernsehserie, Folge 3x12)
- 2003: Alias – Die Agentin (Alias, Fernsehserie, Folge 2x20 Countdown)
- 2005: Mozart und der Wal (Mozart and the Whale)
- 2006: Wrinkles
- 2006–2008: Zoey 101 (Fernsehserie, 10 Folgen)
- 2007: Deeply Irresponsible (Fernsehfilm)
- 2008: Terminator: The Sarah Connor Chronicles (Fernsehserie, Folge 1x08)
- 2008–2013: The Secret Life of the American Teenager (Fernsehserie, 81 Folgen)
- 2009: Balls Out: Gary the Tennis Coach
- 2010: Ghost Whisperer – Stimmen aus dem Jenseits (Ghost Whisperer, Fernsehserie, Folge 5x11 Die Todesmelodie)
- 2013: Betas (Fernsehserie, 2 Folgen)
- 2013, 2015: Brooklyn Nine-Nine (Fernsehserie, 2 Folgen)
- 2015: Project Almanac